# Kvalifikace na Mistrovství světa ve fotbale 2010 (CONMEBOL)

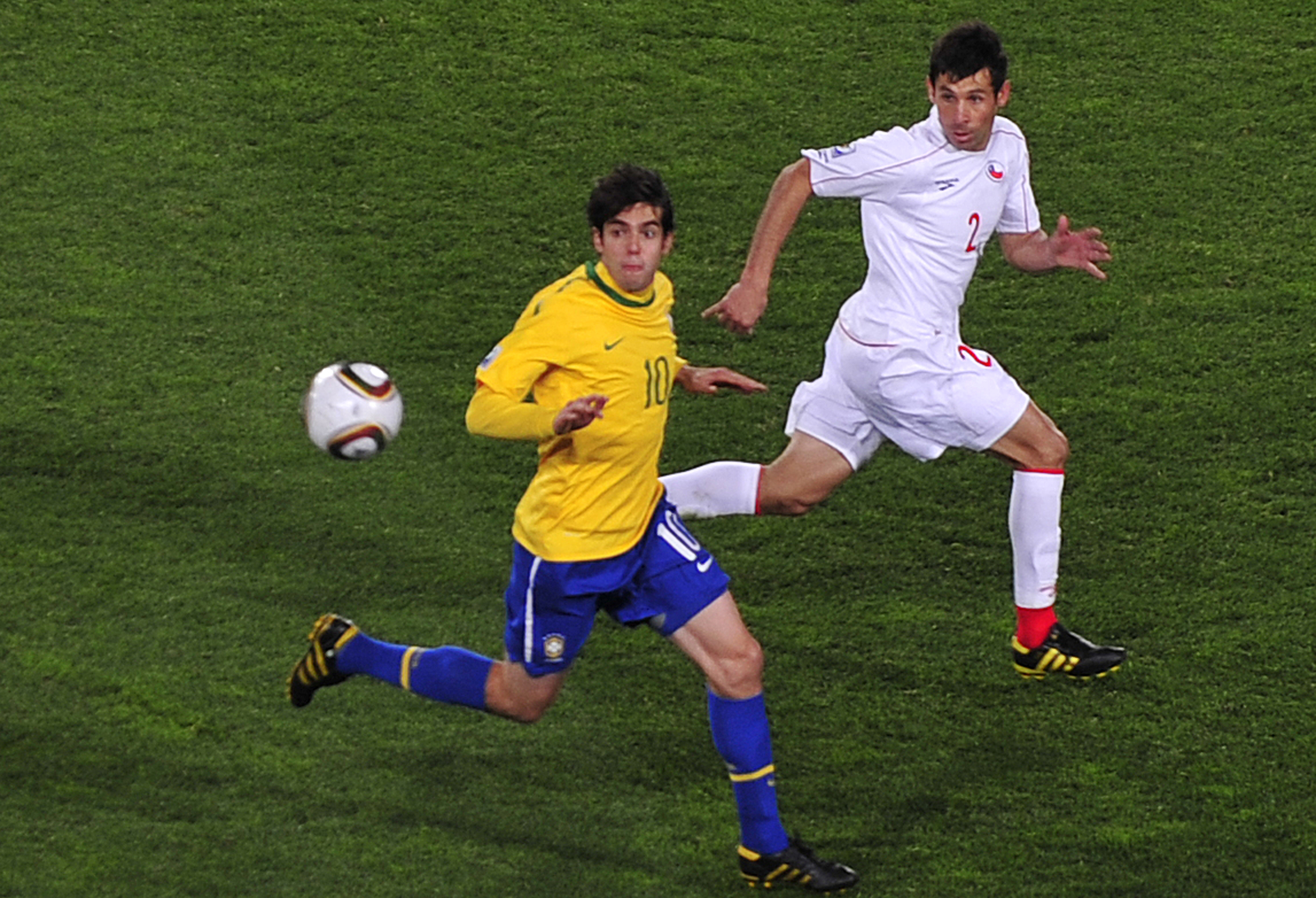
Kaká (Brazílie) a Ismael Fuentes (Chile) se kromě kvalifikace střetnuli i v osmifinále závěrečného turnaje.

Kvalifikace na Mistrovství světa ve fotbale 2010 zóny CONMEBOL určila 4 účastníky finálového turnaje a jednoho účastníka mezikontinentální baráže se čtvrtým celkem CONCACAF.
Všech deset týmů se v jedné skupině utkalo dvoukolově každý s každým. Nejlepší čtyři celky se kvalifikovaly na mistrovství světa, zatímco pátý tým se utkal se čtvrtým celkem zóny CONCACAF v mezikontinentální baráži.

## Tabulka
| Tým       | Z  | V  | R | P  | GV | GI | +/- | B  |
| --------- | -- | -- | - | -- | -- | -- | --- | -- |
| Brazílie  | 18 | 9  | 7 | 2  | 33 | 11 | +22 | 34 |
| Chile     | 18 | 10 | 3 | 5  | 32 | 22 | +10 | 33 |
| Paraguay  | 18 | 10 | 3 | 5  | 24 | 16 | +8  | 33 |
| Argentina | 18 | 8  | 4 | 6  | 23 | 20 | +3  | 28 |
| Uruguay   | 18 | 6  | 6 | 6  | 28 | 20 | +8  | 24 |
| Ekvádor   | 18 | 6  | 5 | 7  | 22 | 26 | -4  | 23 |
| Kolumbie  | 18 | 6  | 5 | 7  | 14 | 18 | -4  | 23 |
| Venezuela | 18 | 6  | 4 | 8  | 23 | 29 | -6  | 22 |
| Bolívie   | 18 | 4  | 3 | 11 | 22 | 36 | -14 | 15 |
| Peru      | 18 | 3  | 4 | 11 | 11 | 34 | -23 | 13 |

- Brazílie postoupila na Mistrovství světa ve fotbale 2010.
- Paraguay postoupila na Mistrovství světa ve fotbale 2010.
- Chile postoupilo na Mistrovství světa ve fotbale 2010.
- Argentina postoupila na Mistrovství světa ve fotbale 2010.
- Uruguay si zahrála baráž se čtvrtým týmem zóny CONCACAF (Severní Amerika, Střední Amerika a Karibik).

## Zápasy

### Kolo 1
| 13. říjen 2007 16:30 UTC-2                           |        |         |                                                                        |
| Uruguay                                              | 5 – 0  | Bolívie | Estadio Centenario, Montevideo diváci: 25,200 rozhodčí: Selman (Chile) |
| Suárez 4' Forlán 38' Abreu 47' Sánchez 67' Bueno 83' | Report |         | Estadio Centenario, Montevideo diváci: 25,200 rozhodčí: Selman (Chile) |

| 13. říjen 2007 17:40 UTC-3 |        |       |                                                                        |
| Argentina                  | 2 – 0  | Chile | El Monumental, Buenos Aires diváci: 55,000 rozhodčí: Vásquez (Uruguay) |
| Riquelme 27' 45'           | Report |       | El Monumental, Buenos Aires diváci: 55,000 rozhodčí: Vásquez (Uruguay) |

| 13. říjen 2007 17:50 UTC-5 |        |           |                                                                     |
| Ekvádor                    | 0 – 1  | Venezuela | Olímpico Atahualpa, Quito diváci: 29,644 rozhodčí: Ortubé (Bolivia) |
|                            | Report | Rey 68'   | Olímpico Atahualpa, Quito diváci: 29,644 rozhodčí: Ortubé (Bolivia) |

| 13. říjen 2007 20:00 UTC-5 |        |          |                                                                      |
| Peru                       | 0 – 0  | Paraguay | Estadio Monumental "U", Lima diváci: 50,000 rozhodčí: Simon (Brazil) |
|                            | Report |          | Estadio Monumental "U", Lima diváci: 50,000 rozhodčí: Simon (Brazil) |

| 14. říjen 2007 16:00 UTC-5 |        |          |                                                                |
| Kolumbie                   | 0 – 0  | Brazílie | El Campín, Bogotá diváci: 41,000 rozhodčí: Amarilla (Paraguay) |
|                            | Report |          | El Campín, Bogotá diváci: 41,000 rozhodčí: Amarilla (Paraguay) |

### Kolo 2
| 16. říjen 2007 20:40 UTC-4 |        |                         |                                                                          |
| Venezuela                  | 0 – 2  | Argentina               | José Pachencho Romero, Maracaibo diváci: 10,600 rozhodčí: Simon (Brazil) |
|                            | Report | G. Milito 16' Messi 43' | José Pachencho Romero, Maracaibo diváci: 10,600 rozhodčí: Simon (Brazil) |

| 17. říjen 2007 16:00 UTC-4 |        |          |                                                                   |
| Bolívie                    | 0 – 0  | Kolumbie | Hernando Siles, La Paz diváci: 19,469 rozhodčí: Reinoso (Ecuador) |
|                            | Report |          | Hernando Siles, La Paz diváci: 19,469 rozhodčí: Reinoso (Ecuador) |

| 17. říjen 2007 19:10 UTC-3 |        |      |                                                                     |
| Chile                      | 2 – 0  | Peru | Estadio Nacional, Santiago diváci: 58,000 rozhodčí: Ruiz (Colombia) |
| Suazo 11' Fernández 51'    | Report |      | Estadio Nacional, Santiago diváci: 58,000 rozhodčí: Ruiz (Colombia) |

| 17. říjen 2007 18:10 UTC-4 |        |         |                                                                              |
| Paraguay                   | 1 – 0  | Uruguay | Defensores del Chaco, Asunción diváci: 23,200 rozhodčí: Baldassi (Argentina) |
| Valdez 14'                 | Report |         | Defensores del Chaco, Asunción diváci: 23,200 rozhodčí: Baldassi (Argentina) |

| 17. říjen 2007 21:45 UTC-2                            |        |         |                                                                       |
| Brazílie                                              | 5 – 0  | Ekvádor | Maracanã, Rio de Janeiro diváci: 87,000 rozhodčí: Larrionda (Uruguay) |
| Vágner Love 19' Ronaldinho 72' Kaká 77' 85' Elano 83' | Report |         | Maracanã, Rio de Janeiro diváci: 87,000 rozhodčí: Larrionda (Uruguay) |

### Kolo 3
| 17. listopad 2007 16:00 UTC-3 |        |         |                                                                    |
| Argentina                     | 3 – 0  | Bolívie | El Monumental, Buenos Aires diváci: 43,308 rozhodčí: Rivera (Peru) |
| Agüero 40' Riquelme 56' 74'   | Report |         | El Monumental, Buenos Aires diváci: 43,308 rozhodčí: Rivera (Peru) |

| 17. listopad 2007 16:10 UTC-5 |        |           |                                                           |
| Kolumbie                      | 1 – 0  | Venezuela | El Campín, Bogotá diváci: 28,273 rozhodčí: Selman (Chile) |
| Bustos 82'                    | Report |           | El Campín, Bogotá diváci: 28,273 rozhodčí: Selman (Chile) |

| 17. listopad 2007 20:10 UTC-3                            |        |              |                                                                        |
| Paraguay                                                 | 5 – 1  | Ekvádor      | Defensores del Chaco, Asunción diváci: 25,433 rozhodčí: Lopes (Brazil) |
| Haedo Valdez 8' Riveros 26' 87' Santa Cruz 50' Ayala 82' | Report | Kaviedes 79' | Defensores del Chaco, Asunción diváci: 25,433 rozhodčí: Lopes (Brazil) |

| 18. listopad 2007 17:00 UTC-2 |        |                      |                                                                              |
| Uruguay                       | 2 – 2  | Chile                | Estadio Centenario, Montevideo diváci: 35,000 rozhodčí: Pezzotta (Argentina) |
| Suárez 42' Abreu 81'          | Report | Salas 59' 70' (pen.) | Estadio Centenario, Montevideo diváci: 35,000 rozhodčí: Pezzotta (Argentina) |

| 18. listopad 2007 16:10 UTC-5 |        |          |                                                                         |
| Peru                          | 1 – 1  | Brazílie | Estadio Monumental "U", Lima diváci: 45,847 rozhodčí: Torres (Paraguay) |
| Vargas 72'                    | Report | Kaká 41' | Estadio Monumental "U", Lima diváci: 45,847 rozhodčí: Torres (Paraguay) |

### Kolo 4
| 20. listopad 2007 18:40 UTC-4                    |        |                                 |                                                                        |
| Venezuela                                        | 5 – 3  | Bolívie                         | Pueblo Nuevo, San Cristóbal diváci: 18,632 rozhodčí: Fagundes (Brazil) |
| Arismendi 20' 40' Guerra 81' Maldonado 89' 90+2' | Report | Moreno Martins 19' 77' Arce 27' | Pueblo Nuevo, San Cristóbal diváci: 18,632 rozhodčí: Fagundes (Brazil) |

| 20. listopad 2007 19:50 UTC-5 |        |           |                                                                |
| Kolumbie                      | 2 – 1  | Argentina | El Campín, Bogotá diváci: 41,700 rozhodčí: Larrionda (Uruguay) |
| Bustos 62' D. Moreno 82'      | Report | Messi 36' | El Campín, Bogotá diváci: 41,700 rozhodčí: Larrionda (Uruguay) |

| 21. listopad 2007 16:30 UTC-5             |        |             |                                                                    |
| Ekvádor                                   | 5 – 1  | Peru        | Olímpico Atahualpa, Quito diváci: 28,557 rozhodčí: Chandia (Chile) |
| Ayoví 10' 48' Kaviedes 24' Méndez 44' 62' | Report | Mendoza 86' | Olímpico Atahualpa, Quito diváci: 28,557 rozhodčí: Chandia (Chile) |

| 21. listopad 2007 21:45 UTC-2 |        |          |                                                                  |
| Brazílie                      | 2 – 1  | Uruguay  | Morumbi, São Paulo diváci: 70,000 rozhodčí: Baldassi (Argentina) |
| Luís Fabiano 45' 64'          | Report | Abreu 9' | Morumbi, São Paulo diváci: 70,000 rozhodčí: Baldassi (Argentina) |

| 21. listopad 2007 22:30 UTC-3 |        |                                |                                                                     |
| Chile                         | 0 – 3  | Paraguay                       | Estadio Nacional, Santiago diváci: 60,000 rozhodčí: Ruiz (Colombia) |
|                               | Report | Cabañas 24' da Silva 45+1' 56' | Estadio Nacional, Santiago diváci: 60,000 rozhodčí: Ruiz (Colombia) |

### Kolo 5
| 14. červen 2008 16:00 UTC-3 |        |            |                                                                            |
| Uruguay                     | 1 – 1  | Venezuela  | Estadio Centenario, Montevideo diváci: 41,831 rozhodčí: Intriago (Ecuador) |
| Lugano 12'                  | Report | Vargas 56' | Estadio Centenario, Montevideo diváci: 41,831 rozhodčí: Intriago (Ecuador) |

| 14. červen 2008 20:00 UTC-5 |        |              |                                                                         |
| Peru                        | 1 – 1  | Kolumbie     | Estadio Monumental "U", Lima diváci: 25,000 rozhodčí: Torres (Paraguay) |
| Mariño 40'                  | Report | Rodallega 8' | Estadio Monumental "U", Lima diváci: 25,000 rozhodčí: Torres (Paraguay) |

| 15. červen 2008 15:00 UTC-4 |        |          |                                                                             |
| Paraguay                    | 2 – 0  | Brazílie | Defensores del Chaco, Asunción diváci: 38,000 rozhodčí: Larrionda (Uruguay) |
| Santa Cruz 26' Cabañas 49'  | Report |          | Defensores del Chaco, Asunción diváci: 38,000 rozhodčí: Larrionda (Uruguay) |

| 15. červen 2008 18:10 UTC-3 |        |             |                                                                       |
| Argentina                   | 1 – 1  | Ekvádor     | El Monumental, Buenos Aires diváci: 41,167 rozhodčí: Ortubé (Bolivia) |
| Palacio 90+3'               | Report | Urrutia 68' | El Monumental, Buenos Aires diváci: 41,167 rozhodčí: Ortubé (Bolivia) |

| 15. červen 2008 19:30 UTC-4 |        |               |                                                               |
| Bolívie                     | 0 – 2  | Chile         | Hernando Siles, La Paz diváci: 27,722 rozhodčí: Rivera (Peru) |
|                             | Report | Medel 29' 76' | Hernando Siles, La Paz diváci: 27,722 rozhodčí: Rivera (Peru) |

### Kolo 6
| 17. červen 2008 19:00 UTC-3                      |        |      |                                                                      |
| Uruguay                                          | 6 – 0  | Peru | Estadio Centenario, Montevideo diváci: 20,016 rozhodčí: Pozo (Chile) |
| Forlán 8' 38' (pen.) 57' Bueno 61' 69' Abreu 90' | Report |      | Estadio Centenario, Montevideo diváci: 20,016 rozhodčí: Pozo (Chile) |

| 18. červen 2008 16:10 UTC-4                  |        |                           |                                                                |
| Bolívie                                      | 4 – 2  | Paraguay                  | Hernando Siles, La Paz diváci: 8,561 rozhodčí: Gaciba (Brazil) |
| Botero 23' 70' García 25' Marcelo Moreno 76' | Report | Santa Cruz 66' Valdez 82' | Hernando Siles, La Paz diváci: 8,561 rozhodčí: Gaciba (Brazil) |

| 18. červen 2008 17:00 UTC-5 |        |          |                                                                         |
| Ekvádor                     | 0 – 0  | Kolumbie | Olímpico Atahualpa, Quito diváci: 33,588 rozhodčí: Baldassi (Argentina) |
|                             | Report |          | Olímpico Atahualpa, Quito diváci: 33,588 rozhodčí: Baldassi (Argentina) |

| 18. červen 2008 21:50 UTC-3 |        |           |                                                                   |
| Brazílie                    | 0 – 0  | Argentina | Mineirão, Belo Horizonte diváci: 65,000 rozhodčí: Ruiz (Colombia) |
|                             | Report |           | Mineirão, Belo Horizonte diváci: 65,000 rozhodčí: Ruiz (Colombia) |

| 19. červen 2008 20:00 UTC-4:30 |        |                                 |                                                                                |
| Venezuela                      | 2 – 3  | Chile                           | Olímpico Luis Ramos, Puerto la Cruz diváci: 38,000 rozhodčí: Silvera (Uruguay) |
| Maldonado 59' Arango 80'       | Report | Suazo 65' (pen.) 90+2' Jara 72' | Olímpico Luis Ramos, Puerto la Cruz diváci: 38,000 rozhodčí: Silvera (Uruguay) |

### Kolo 7
| 6. září 2008 16:00 UTC-3 |        |                  |                                                                                    |
| Argentina                | 1 – 1  | Paraguay         | El Monumental, Buenos Aires diváci: 46,250 rozhodčí: Carlos Eugênio Simon (Brazil) |
| Agüero 60'               | Report | Heinze 13' (vl.) | El Monumental, Buenos Aires diváci: 46,250 rozhodčí: Carlos Eugênio Simon (Brazil) |

| 6. září 2008 16:10 UTC-5                  |        |            |                                                                       |
| Ekvádor                                   | 3 – 1  | Bolívie    | Olímpico Atahualpa, Quito diváci: 35,000 rozhodčí: Pablo Pozo (Chile) |
| Caicedo 21' Méndez 51' (pen.) Benítez 72' | Report | Botero 40' | Olímpico Atahualpa, Quito diváci: 35,000 rozhodčí: Pablo Pozo (Chile) |

| 6. září 2008 18:20 UTC-5 |        |            |                                                                     |
| Kolumbie                 | 0 – 1  | Uruguay    | El Campín, Bogotá diváci: 35,024 rozhodčí: Leonardo Gaciba (Brazil) |
|                          | Report | Eguren 15' | El Campín, Bogotá diváci: 35,024 rozhodčí: Leonardo Gaciba (Brazil) |

| 6. září 2008 20:30 UTC-5 |        |           |                                                                                 |
| Peru                     | 1 – 0  | Venezuela | Estadio Monumental "U", Lima diváci: 25,000 rozhodčí: Óscar Maldonado (Bolivia) |
| Alva 39'                 | Report |           | Estadio Monumental "U", Lima diváci: 25,000 rozhodčí: Óscar Maldonado (Bolivia) |

| 7. září 2008 21:00 UTC-4 |        |                                  |                                                                              |
| Chile                    | 0 – 3  | Brazílie                         | Estadio Nacional, Santiago diváci: 60,239 rozhodčí: Carlos Torres (Paraguay) |
|                          | Report | Luís Fabiano 21' 83' Robinho 45' | Estadio Nacional, Santiago diváci: 60,239 rozhodčí: Carlos Torres (Paraguay) |

### Kolo 8
| 9. září 2008 20:00 UTC-4 |        |           |                                                                                     |
| Paraguay                 | 2 – 0  | Venezuela | Defensores del Chaco, Asunción diváci: 31.867 rozhodčí: Héctor Baldassi (Argentina) |
| Riveros 28' Valdez 45'   | Report |           | Defensores del Chaco, Asunción diváci: 31.867 rozhodčí: Héctor Baldassi (Argentina) |

| 10. září 2008 17:40 UTC-3 |        |         |                                                                               |
| Uruguay                   | 0 – 0  | Ekvádor | Estadio Centenario, Montevideo diváci: 40.000 rozhodčí: Óscar Ruiz (Colombia) |
|                           | Report |         | Estadio Centenario, Montevideo diváci: 40.000 rozhodčí: Óscar Ruiz (Colombia) |

| 10. září 2008 18:40 UTC-4                    |        |          |                                                                               |
| Chile                                        | 4 – 0  | Kolumbie | Estadio Nacional, Santiago diváci: 55.000 rozhodčí: Jorge Larrionda (Uruguay) |
| Jara 26' Suazo 38' Fuentes 48' Fernández 71' | Report |          | Estadio Nacional, Santiago diváci: 55.000 rozhodčí: Jorge Larrionda (Uruguay) |

| 10. září 2008 21:50 UTC-3 |        |         | |
| Brazílie                  | 0 – 0  | Bolívie | Estádio Olímpico João Havelange, Rio de Janeiro diváci: 29.000 rozhodčí: Alfredo Intriago (Ecuador) |
|                           | Report |         | Estádio Olímpico João Havelange, Rio de Janeiro diváci: 29.000 rozhodčí: Alfredo Intriago (Ecuador) |

| 10. září 2008 21:30 UTC-5 |        |               |                                                                                  |
| Peru                      | 1 – 1  | Argentina     | Estadio Monumental "U", Lima diváci: 40.000 rozhodčí: Carlos Amarilla (Paraguay) |
| Fano 90+3'                | Report | Cambiasso 82' | Estadio Monumental "U", Lima diváci: 40.000 rozhodčí: Carlos Amarilla (Paraguay) |

### Kolo 9
| 11. říjen 2008 15:00 UTC-4 |        |      |                                |
| Bolívie                    | 3 – 0  | Peru | Estadio Hernando Siles, La Paz |
| Botero 4' 16' García 81'   | Report |      | Estadio Hernando Siles, La Paz |

| 11. říjen 2008 18:10 UTC-3 |        |            |                             |
| Argentina                  | 2 – 1  | Uruguay    | El Monumental, Buenos Aires |
| Messi 6' Agüero 13'        | Report | Lugano 40' | El Monumental, Buenos Aires |

| 11. říjen 2008 18:20 UTC-5 |        |            |                           |
| Kolumbie                   | 0 – 1  | Paraguay   | Estadio El Campín, Bogotá |
|                            | Report | Cabañas 9' | Estadio El Campín, Bogotá |

| 12. říjen 2008 15:30 UTC-4:30 |        |                                     |                                     |
| Venezuela                     | 0 – 4  | Brazílie                            | Estadio Pueblo Nuevo, San Cristóbal |
|                               | Report | Kaká 6' Robinho 10' 67' Adriano 19' | Estadio Pueblo Nuevo, San Cristóbal |

| 12. říjen 2008 16:55 UTC-5 |        |       |                                   |
| Ekvádor                    | 1 – 0  | Chile | Estadio Olímpico Atahualpa, Quito |
| Benítez 71'                | Report |       | Estadio Olímpico Atahualpa, Quito |

### Kolo 10
| 14. říjen 2008 16:00 UTC-4 |        |                     |                                |
| Bolívie                    | 2 – 2  | Uruguay             | Estadio Hernando Siles, La Paz |
| Marcelo Moreno 15' 41'     | Report | Bueno 64' Abreu 88' | Estadio Hernando Siles, La Paz |

| 15. říjen 2008 17:10 UTC-4 |        |      |                                        |
| Paraguay                   | 1 – 0  | Peru | Estadio Defensores del Chaco, Asunción |
| Benítez 81'                | Report |      | Estadio Defensores del Chaco, Asunción |

| 15. říjen 2008 20:15 UTC-3 |        |           |                            |
| Chile                      | 1 – 0  | Argentina | Estadio Nacional, Santiago |
| Orellana 35'               | Report |           | Estadio Nacional, Santiago |

| 15. říjen 2008 22:00 UTC-3 |        |          |                                     |
| Brazílie                   | 0 – 0  | Kolumbie | Estádio do Maracanã, Rio de Janeiro |
|                            | Report |          | Estádio do Maracanã, Rio de Janeiro |

| 15. říjen 2008 20:30 UTC-4:30       |        |          |                                             |
| Venezuela                           | 3 – 1  | Ekvádor  | Estadio Olímpico Luis Ramos, Puerto la Cruz |
| Maldonado 48' Moreno 56' Arango 67' | Report | Mina 12' | Estadio Olímpico Luis Ramos, Puerto la Cruz |

### Kolo 11
| 28. březen 2009 17:00 UTC-3 |        |          |                                |
| Uruguay                     | 2 – 0  | Paraguay | Estadio Centenario, Montevideo |
| Forlán 28' Lugano 57'       | Report |          | Estadio Centenario, Montevideo |

| 28. březen 2009 19:10 UTC-3                  |        |           |                             |
| Argentina                                    | 4 – 0  | Venezuela | El Monumental, Buenos Aires |
| Messi 26' Tévez 47' Rodríguez 51' Agüero 73' | Report |           | El Monumental, Buenos Aires |

| 28. březen 2009 19:20 UTC-5 |        |         |                           |
| Kolumbie                    | 2 – 0  | Bolívie | Estadio El Campín, Bogota |
| Torres 26' Rentería 88'     | Report |         | Estadio El Campín, Bogota |

| 28. březen 2009 16:00 UTC-5 |        |                    |                                   |
| Ekvádor                     | 1 – 1  | Brazílie           | Estadio Olímpico Atahualpa, Quito |
| Noboa 89'                   | Report | Júlio Baptista 72' | Estadio Olímpico Atahualpa, Quito |

| 28. březen 2009 18:10 UTC-5 |        |                                           |                              |
| Peru                        | 1 – 3  | Chile                                     | Estadio Monumental "U", Lima |
| Fano 34'                    | Report | Sánchez 2' Suazo 32' (pen.) Fernández 70' | Estadio Monumental "U", Lima |

### Kolo 12
| 1. duben 2009 20:00 UTC-4:30 |        |          |                                      |
| Venezuela                    | 2 – 0  | Kolumbie | Polideportivo Cachamay, Puerto Ordaz |
| Fedor 77' Arango 82'         | Report |          | Polideportivo Cachamay, Puerto Ordaz |

| 1. duben 2009 15:30 UTC-4                                            |        |              |                                |
| Bolívie                                                              | 6 – 1  | Argentina    | Estadio Hernando Siles, La Paz |
| Marcelo Moreno 11' Botero 33' (pen.) 53' 66' da Rosa 44' Torrico 86' | Report | González 24' | Estadio Hernando Siles, La Paz |

| 1. duben 2009 16:20 UTC-5 |        |               |                                   |
| Ekvádor                   | 1 – 1  | Paraguay      | Estadio Olímpico Atahualpa, Quito |
| Noboa 63'                 | Report | Benitez 90+3' | Estadio Olímpico Atahualpa, Quito |

| 1. duben 2009 19:10 UTC-4 |        |         |                            |
| Chile                     | 0 – 0  | Uruguay | Estadio Nacional, Santiago |
|                           | Report |         | Estadio Nacional, Santiago |

| 1. duben 2009 22:10 UTC-3                   |        |      |                                           |
| Brazílie                                    | 3 – 0  | Peru | Estádio José Pinheiro Borba, Porto Alegre |
| Luís Fabiano 18' (pen.) 26' Felipe Melo 64' | Report |      | Estádio José Pinheiro Borba, Porto Alegre |

### Kolo 13
| 6. červen 2009 16:00 UTC-3 |        |                                                          |                                |
| Uruguay                    | 0 – 4  | Brazílie                                                 | Estadio Centenario, Montevideo |
|                            | Report | Dani Alves 12' Juan 36' Luís Fabiano 52' Kaká 75' (pen.) | Estadio Centenario, Montevideo |

| 6. červen 2009 18:50 UTC-4 |        |                         |                                        |
| Paraguay                   | 0 – 2  | Chile                   | Estadio Defensores del Chaco, Asunción |
|                            | Report | Fernández 13' Suazo 50' | Estadio Defensores del Chaco, Asunción |

| 6. červen 2009 18:00 UTC-3 |        |          |                                                           |
| Argentina                  | 1 – 0  | Kolumbie | Estadio Monumental Antonio Vespucio Liberti, Buenos Aires |
| Díaz 56'                   | Report |          | Estadio Monumental Antonio Vespucio Liberti, Buenos Aires |

| 6. červen 2009 15:30 UTC-5 |        |                         |                              |
| Peru                       | 1 – 2  | Ekvádor                 | Estadio Monumental "U", Lima |
| Vargas 52'                 | Report | Montero 38' Tenorio 59' | Estadio Monumental "U", Lima |

| 6. červen 2009 16:50 UTC-4 |        |                  |                                |
| Bolívie                    | 0 – 1  | Venezuela        | Estadio Hernando Siles, La Paz |
|                            | Report | Rivero 33' (vl.) | Estadio Hernando Siles, La Paz |

### Kolo 14
| 10. červen 2009 16:00 UTC-5 |        |           |                                   |
| Ekvádor                     | 2 – 0  | Argentina | Estadio Olímpico Atahualpa, Quito |
| Ayoví 72' Palacios 83'      | Report |           | Estadio Olímpico Atahualpa, Quito |

| 10. červen 2009 21:00 UTC-4                |        |         |                            |
| Chile                                      | 4 – 0  | Bolívie | Estadio Nacional, Santiago |
| Beausejour 43' Estrada 74' Sánchez 78' 88' | Report |         | Estadio Nacional, Santiago |

| 10. červen 2009 21:50 UTC-3 |        |             |                           |
| Brazílie                    | 2 – 1  | Paraguay    | Estádio do Arruda, Recife |
| Robinho 40' Nilmar 49'      | Report | Cabañas 25' | Estádio do Arruda, Recife |

| 10. červen 2009 18:00 UTC-5 |        |      |                                     |
| Kolumbie                    | 1 – 0  | Peru | Estadio Atanasio Girardot, Medellín |
| Falcao García 25'           | Report |      | Estadio Atanasio Girardot, Medellín |

| 10. červen 2009 20:30 UTC-4:30 |        |                       |                                      |
| Venezuela                      | 2 – 2  | Uruguay               | Polideportivo Cachamay, Puerto Ordaz |
| Maldonado 9' Rey 74'           | Report | Suárez 60' Forlán 72' | Polideportivo Cachamay, Puerto Ordaz |

### Kolo 15
| 5. září 2009 15:30 UTC-5     |        |         |                                     |
| Kolumbie                     | 2 – 0  | Ekvádor | Estadio Atanasio Girardot, Medellín |
| Martínez 82' Gutiérrez 90+4' | Report |         | Estadio Atanasio Girardot, Medellín |

| 5. září 2009 15:30 UTC-5 |        |         |                              |
| Peru                     | 1 – 0  | Uruguay | Estadio Monumental "U", Lima |
| Rengifo 86'              | Report |         | Estadio Monumental "U", Lima |

| 5. září 2009 18:30 UTC-4 |        |         |                                        |
| Paraguay                 | 1 – 0  | Bolívie | Estadio Defensores del Chaco, Asunción |
| Cabañas 45+1' (pen.)     | Report |         | Estadio Defensores del Chaco, Asunción |

| 5. září 2009 21:30 UTC-3 |        |                                  |                                      |
| Argentina                | 1 – 3  | Brazílie                         | Estadio Gigante de Arroyito, Rosario |
| Dátolo 65'               | Report | Luisão 23' Luís Fabiano 30', 68' | Estadio Gigante de Arroyito, Rosario |

| 5. září 2009 21:30 UTC-4 |        |                         |                              |
| Chile                    | 2 – 2  | Venezuela               | Estadio Monumental, Santiago |
| Vidal 11' Millar 53'     | Report | Maldonado 34' Rey 45+1' | Estadio Monumental, Santiago |

### Kolo 16
| 9. září 2009 15:00 UTC-4 |        |                                    |                                |
| Bolívie                  | 1 – 3  | Ekvádor                            | Estadio Hernando Siles, La Paz |
| Yecerotte 85'            | Report | Méndez 4' Valencia 46' Benítez 56' | Estadio Hernando Siles, La Paz |

| 9. září 2009 18:00 UTC-3        |        |              |                                |
| Uruguay                         | 3 – 1  | Kolumbie     | Estadio Centenario, Montevideo |
| Suárez 6' Scotti 77' Eguren 88' | Report | Martínez 64' | Estadio Centenario, Montevideo |

| 9. září 2009 19:00 UTC-4 |        |           |                                        |
| Paraguay                 | 1 – 0  | Argentina | Estadio Defensores del Chaco, Asunción |
| Valdez 28'               | Report |           | Estadio Defensores del Chaco, Asunción |

| 9. září 2009 20:30 UTC-4:30 |        |                     |                                             |
| Venezuela                   | 3 – 1  | Peru                | Estadio Olímpico Luis Ramos, Puerto la Cruz |
| Fedor 32', 52' Vargas 70'   | Report | Fuenmayor 41' (vl.) | Estadio Olímpico Luis Ramos, Puerto la Cruz |

| 9. září 2009 22:00 UTC-3                |        |                         |                              |
| Brazílie                                | 4 – 2  | Chile                   | Estádio de Pituaçu, Salvador |
| Nilmar 32', 74', 76' Júlio Baptista 41' | Report | Suazo 45+1' (pen.), 53' | Estádio de Pituaçu, Salvador |

### Kolo 17
| 10. říjen 2009 17:00 UTC-5    |        |                                               |                                                                         |
| Kolumbie                      | 2 – 4  | Chile                                         | Estadio Atanasio Girardot, Medellín rozhodčí: Victor Hugo Rivera (Peru) |
| Vidal 13' (vl.) G. Moreno 63' | Report | Ponce 35' Suazo 36' Valdivia 72' Orellana 79' | Estadio Atanasio Girardot, Medellín rozhodčí: Victor Hugo Rivera (Peru) |

| 10. říjen 2009 17:30 UTC-4:30 |        |                         |                                                                       |
| Venezuela                     | 1 – 2  | Paraguay                | Polideportivo Cachamay, Puerto Ordaz rozhodčí: Carlos Chandía (Chile) |
| A. Rondón 86'                 | Report | Cabañas 55' Cardozo 79' | Polideportivo Cachamay, Puerto Ordaz rozhodčí: Carlos Chandía (Chile) |

| 10. říjen 2009 18:30 UTC-3 |        |             |                                                                                           |
| Argentina                  | 2 – 1  | Peru        | Estadio Monumental Antonio Vespucio Liberti, Buenos Aires rozhodčí: René Ortubé (Bolivia) |
| Higuaín 48' Palermo 90+3'  | Report | Rengifo 90' | Estadio Monumental Antonio Vespucio Liberti, Buenos Aires rozhodčí: René Ortubé (Bolivia) |

| 10. říjen 2009 17:00 UTC-5 |        |                                |                                                                      |
| Ekvádor                    | 1 – 2  | Uruguay                        | Estadio Olímpico Atahualpa, Quito rozhodčí: Salvio Fagundes (Brazil) |
| Valencia 67'               | Report | Suárez 69' Forlán 90+4' (pen.) | Estadio Olímpico Atahualpa, Quito rozhodčí: Salvio Fagundes (Brazil) |

| 11. říjen 2009 16:00 UTC-4 |        |            |                                                             |
| Bolívie                    | 2 – 1  | Brazílie   | Estadio Hernando Siles, La Paz rozhodčí: Pablo Pozo (Chile) |
| Olivares 10' M. Moreno 32' | Report | Nilmar 70' | Estadio Hernando Siles, La Paz rozhodčí: Pablo Pozo (Chile) |

### Kolo 18
| 14. říjen 2009 15:00 UTC-5 |        |         |                                                                    |
| Peru                       | 1 – 0  | Bolívie | Estadio Alejandro Villanueva, Lima rozhodčí: Juan Soto (Venezuela) |
| Fano 54'                   | Report |         | Estadio Alejandro Villanueva, Lima rozhodčí: Juan Soto (Venezuela) |

| 14. říjen 2009 18:00 UTC-4 |        |           |                                                             |
| Brazílie                   | 0 – 0  | Venezuela | Morenão, Campo Grande rozhodčí: Victor Hugo Carrillo (Peru) |
|                            | Report |           | Morenão, Campo Grande rozhodčí: Victor Hugo Carrillo (Peru) |

| 14. říjen 2009 19:00 UTC-3 |        |         |                                                                 |
| Chile                      | 1 – 0  | Ekvádor | Estadio Monumental, Santiago rozhodčí: Carlos Torres (Paraguay) |
| Suazo 51'                  | Report |         | Estadio Monumental, Santiago rozhodčí: Carlos Torres (Paraguay) |

| 14. říjen 2009 20:00 UTC-2 |        |             |                                                                     |
| Uruguay                    | 0 – 1  | Argentina   | Estadio Centenario, Montevideo rozhodčí: Carlos Amarilla (Paraguay) |
|                            | Report | Bolatti 84' | Estadio Centenario, Montevideo rozhodčí: Carlos Amarilla (Paraguay) |

| 14. říjen 2009 18:00 UTC-4 |        |                         |                                                                             |
| Paraguay                   | 0 – 2  | Kolumbie                | Estadio Defensores del Chaco, Asunción rozhodčí: Paulo de Oliveira (Brazil) |
|                            | Report | Ramos 61' Rodallega 78' | Estadio Defensores del Chaco, Asunción rozhodčí: Paulo de Oliveira (Brazil) |

## Baráž CONCACAF/CONMEBOL
V této baráži se střetl čtvrtý tým kvalifikace zóny CONCACAF s pátým týmem kvalifikace zóny CONMEBOL.
| Domácí v 1. zápase | Celkem | Hosté v 1. zápase | 1. zápas | 2. zápas |
| ------------------ | ------ | ----------------- | -------- | -------- |
| Kostarika          | 1 – 2  | Uruguay           | 0 – 1    | 1 – 1    |

| 14. listopad 2009 20:00 UTC-6 |        |            |                                                                                                   |
| Kostarika                     | 0 – 1  | Uruguay    | Estadio Ricardo Saprissa Aymá, San José diváci: 19,500 rozhodčí: Alberto Undiano Mallenco (Spain) |
|                               | Report | Lugano 21' | Estadio Ricardo Saprissa Aymá, San José diváci: 19,500 rozhodčí: Alberto Undiano Mallenco (Spain) |

| 18. listopad 2009 21:00 UTC-2 |        |             |                                                                                       |
| Uruguay                       | 1 – 1  | Kostarika   | Estadio Centenario, Montevideo diváci: 62,150 rozhodčí: Massimo Busacca (Switzerland) |
| Abreu 70'                     | Report | Centeno 74' | Estadio Centenario, Montevideo diváci: 62,150 rozhodčí: Massimo Busacca (Switzerland) |

- Uruguay postoupila na Mistrovství světa ve fotbale 2010.

## Nejlepší střelci
10 gólů
- Humberto Suazo

9 gólů
- Luís Fabiano

8 gólů
- Joaquín Botero

7 gólů
- Marcelo Moreno
- Diego Forlán

6 gólů
- Salvador Cabañas
- Giancarlo Maldonado

5 gólů
- Kaká
- Nilmar
- Nelson Haedo Valdez
- Sebastián Abreu
- Luis Suárez

4 góly
- Sergio Agüero
- Lionel Messi
- Juan Román Riquelme
- Robinho
- Matías Fernández
- Edison Méndez
- Carlos Bueno

3 góly
- Alexis Sánchez
- Jackson Martínez
- Walter Ayoví
- Christian Benítez
- Cristian Riveros
- Roque Santa Cruz
- Johan Fano
- Diego Lugano
- Juan Arango
- Nicolás Fedor
- José Manuel Rey

2 góly
- Ronald García Nacho
- Júlio Baptista
- Gonzalo Jara
- Gary Medel
- Fabián Orellana
- Marcelo Salas
- Rubén Darío Bustos
- Hugo Rodallega
- Iván Kaviedes
- Christian Noboa
- Antonio Valencia
- Óscar Cardozo
- Paulo da Silva
- Hernán Rengifo
- Juan Manuel Vargas
- Sebastián Eguren
- Daniel Arismendi
- Ronald Vargas

1 gól
- Mario Bolatti
- Esteban Cambiasso
- Jesús Dátolo
- Daniel Díaz
- Lucho González
- Gonzalo Higuaín
- Gabriel Milito
- Rodrigo Palacio
- Martín Palermo
- Maxi Rodríguez
- Carlos Tévez
- Juan Carlos Arce
- Edgar Rolando Olivares
- Álex da Rosa
- Didi Torrico
- Gerardo Yecerotte
- Adriano
- Daniel Alves
- Elano
- Felipe Melo
- Juan
- Luisão
- Ronaldinho
- Vágner Love
- Jean Beausejour
- Marco Estrada
- Ismael Fuentes
- Rodrigo Millar
- Waldo Ponce
- Jorge Valdivia
- Arturo Vidal
- Radamel Falcao García
- Teófilo Gutiérrez
- Dayro Moreno
- Giovanni Moreno
- Wason Rentería
- Adrián Ramos
- Macnelly Torres
- Felipe Caicedo
- Isaac Mina
- Jefferson Montero
- Pablo Palacios
- Carlos Tenorio
- Patricio Urrutia
- Néstor Ayala
- Edgar Benítez
- Piero Alva
- Juan Carlos Mariño
- Andrés Mendoza
- Vicente Sánchez
- Andrés Scotti
- Alejandro Guerra
- Alejandro Moreno
- Alexander Rondón

Vlastní góly
- Gabriel Heinze (v zápase s Paraguayí)
- Ronald Rivero (v zápase s Venezuelou)
- Juan Fuenmayor (v zápase s Peru)

- Fifa.com: Scorer stats Archivováno 1. 7. 2014 na Wayback Machine.